# Owslebury
Owslebury är en ort och civil parish i Storbritannien.   Den ligger i grevskapet Hampshire och riksdelen England, i den södra delen av landet, 100 km sydväst om huvudstaden London. Owslebury ligger 112 meter över havet och antalet invånare är 785.
Terrängen runt Owslebury är huvudsakligen platt. Owslebury ligger uppe på en höjd. Runt Owslebury är det ganska tätbefolkat, med 172 invånare per kvadratkilometer. Närmaste större samhälle är Southampton, 15,0 km sydväst om Owslebury. Trakten runt Owslebury består till största delen av jordbruksmark.